# Sainte-Geneviève-des-Bois (Essonne)
 Sainte-Geneviève-des-Bois  es una población y comuna francesa, ubicada en la región de Isla de Francia (región de Francia con ocho departamentos cuya capital es París), en el departamento de Essonne, en el distrito de Palaiseau. La comuna forma por sí sola el cantón de Sainte-Geneviève-des-Bois.

## Demografía
| 304                       | 280 | 329 | 320 | 319 | 290 | 304 | 301 | 267 | 296 | 301 | 310 | 319 | 402 | 453 | 494 | 551 | 681 | 648 | 732 | 839 | 886 | 2 894 | 5 567 | 7 390 | 10 675 | 11 219 | 17 660 | 23 684 | 31 859 | 30 439 | 31 286 | 32 125 | 34 411 |
| (Fuente: INSEE y Cassini) |     |     |     |     |     |     |     |     |     |     |     |     |     |     |     |     |     |     |     |     |     |       |       |       |        |        |        |        |        |        |        |        |        |